# Randolph Bresnik
Randolph James Bresnik, född 11 september 1967, är en amerikansk astronaut och blev uttagen till NASA:s astronautgrupp 19 den 6 maj 2004.

## Familjeliv
Gift med Rebecca Burgin.

## Karriär
BA i matematik vid The Citadel 1989.
MSc i flygsystem vid University of Tennessee-Knoxville 2002.

## Rymdfärder
- Atlantis - STS-129
- Sojuz MS-05, (Expedition 52/53)